# Edward Colston
Edward Colston (2 de noviembre de 1636-11 de octubre de 1721) fue un comerciante inglés, filántropo y miembro del Partido Conservador en el Parlamento del Reino Unido, que participó en el comercio transatlántico de esclavos.
Apoyó y donó escuelas, hospicios, hospitales e iglesias, especialmente en su ciudad natal. Su nombre fue dado a calles, escuelas y edificios públicos de Bristol; varias de las organizaciones benéficas que creó le sobrevivieron. Una parte sustancial de su riqueza fue adquirida a través del comercio y la explotación de esclavos.
Colston continuó a su padre en el negocio familiar, convirtiéndose en un comerciante naviero, inicialmente comercializando vino, frutas y textiles en puertos europeos, principalmente en España y Portugal. En Bristol, el nombre de Colston era una referencia casi omnipresente. Además de Colston Tower, Colston Hall, Colston Avenue, Colston Street, Colston's Girls' School, Colston's School y Colston's Primary School, el Día de Colston se celebraba en las escuelas el 13 de noviembre, cuando la Sociedad Colston distribuía el 'Bollo Colston' (un pan dulce con sabor a fruta seca) a los escolares. Una estatua de Colston fue erigida en el área central de la ciudad en 1895. 
Sin embargo, desde finales del siglo XX, con el creciente conocimiento de su participación en el comercio de esclavos, se organizaron manifestaciones y peticiones para la retirada de los tributos que se le hicieron, un proceso que alcanzó su punto máximo en junio de 2020, cuando su estatua fue derribada, arrastrada por las calles de la ciudad y luego empujada a las aguas del puerto de Bristol, durante las protestas contra el racismo en apoyo del movimiento Black Lives Matter. La sala de conciertos Colston Hall fue rebautizada como Bristol Beacon, y los miembros de la Colston Society, una institución que sirvió durante 275 años, últimamente como institución filantrópica, decidieron disolverla.

## Juventud
Colston nació el 2 de noviembre de 1636 en Church Street, Bristol, donde era el mayor de al menos once y posiblemente hasta quince hermanos. Sus padres fueron William Colston (1608-1681), un próspero comerciante que fue sheriff de Bristol en 1643, y su esposa Sarah (1608-1701), hija de Edward Batten. Se crio en Bristol hasta la época de la Guerra Civil Inglesa, cuando probablemente vivió durante un tiempo en la finca de su padre en Winterbourne, al norte de la ciudad. La familia se mudó a Londres, donde Edward pudo haber sido alumno de la escuela Christ's Hospital.

## Carrera

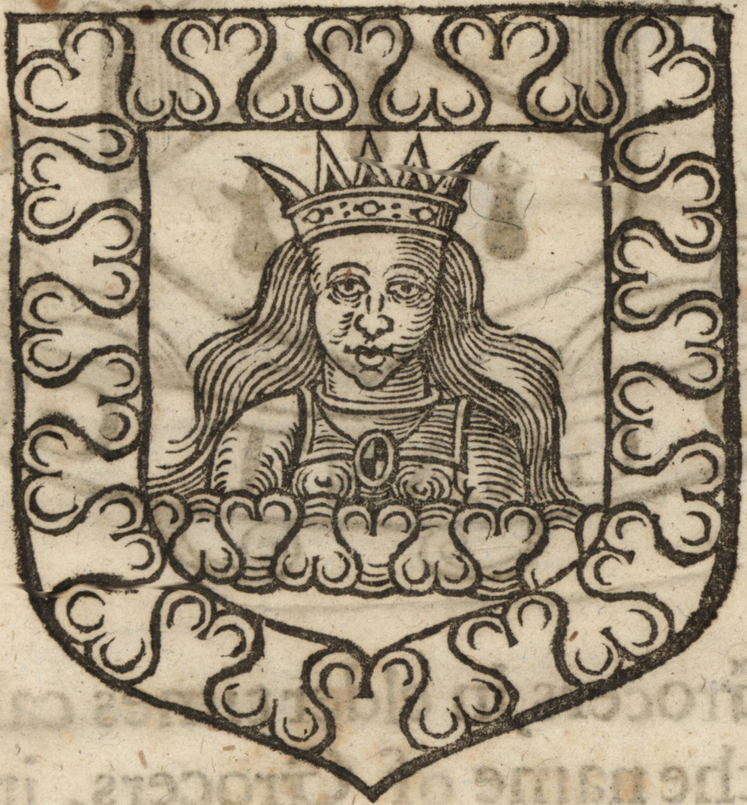
Blasón de la Worshipful Company of Mercers (1633) Empresa exportadora donde Colston realizó sus primeros pasos en el Comercio internacional.

Colston fue aprendiz de la Worshipful Company of Mercers durante ocho años y desde 1672 exportaba productos desde Londres, realizando lucrativos negocios como agente en España —con cuyo país su familia estuvo conectada comercialmente durante mucho tiempo—, Portugal, Italia y norte de África, comerciando sobre todo con vino, telas, aceite y azúcar, con lo que realizó gran parte de su vasta fortuna. En 1680 pasó a formar parte de la Royal African Company, que tenía el monopolio inglés del África Occidental del comercio de oro, plata, marfil y esclavos desde 1662. Ascendió rápidamente en la compañía, convirtiéndose en miembro de la junta y, de 1689 a 1690, fue vicegobernador, la posición ejecutiva más importante de la organización. Su asociación con la compañía terminó en 1692. Esta compañía fue creada por el rey Carlos II y su hermano James, duque de York (más tarde rey James II, que era el gobernador de la compañía), junto con los comerciantes de la City de Londres, y tuvo muchos inversores notables, incluido John Locke, filósofo y médico inglés, ampliamente considerado como uno de los pensadores más influyentes de la Ilustración y conocido como el "Padre del Liberalismo" (aunque más tarde cambió su posición sobre el comercio de esclavos) y el escritor Samuel Pepys.

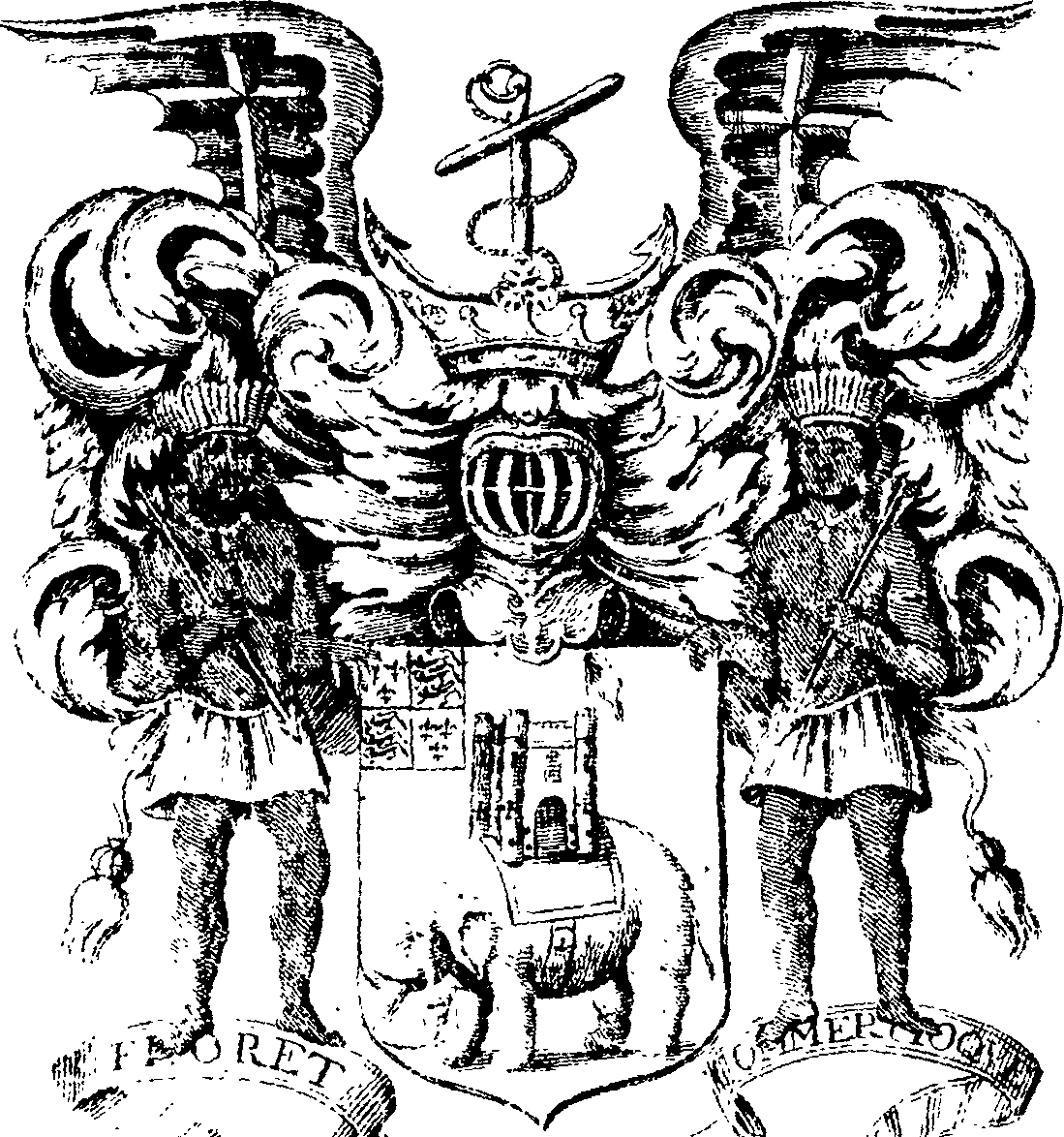
Blasón de la Royal African Company (1705); empresa monopólica del comercio inglés a lo largo de África Occidental, con el objetivo principal de la explotación de oro, plata y, a partir de 1663, incursionó también en el comercio de esclavos. Colston fue, entre de 1689 a 1690, vicegobernador de este conglomerado.

Durante la participación de Colston con la Royal African Company (1680-1692), se estima que la compañía transportó a unos 84.000 hombres, mujeres y niños, que fueron comercializados como esclavos en África Occidental. De estos, diecinueve mil murieron en su viaje al Caribe y al resto de las Américas, antes de ser vendidos a grandes plantadores de tabaco y caña de azúcar.
Los padres de Colston se habían mudado a Bristol y en 1682 hizo un préstamo a la Bristol Corporation, convirtiéndose al año siguiente en miembro de la Sociedad de Empresarios Comerciales y un burgués de la ciudad. En 1684, heredó el negocio de su hermano en Small Street y se convirtió en socio de una refinería de azúcar en St Peter's Churchyard, transportando azúcar producida por esclavos de la isla de St. Kitts. Sin embargo, Colston nunca residió en Bristol como adulto, dirigiendo sus negocios desde Londres, residiendo en Mortlake (Surrey), hasta que se retiró en 1708. Aunque residió en Bristol únicamente los primeros años de su infancia, financió allí la construcción de hospitales, iglesias, escuelas y residencias para personas sin hogar y ancianos, entre otras obras de caridad.
Se desconoce la proporción de su riqueza de su participación en el comercio de esclavos y con el azúcar producido por los esclavos. Colston también ganó dinero del comercio de los bienes mencionados anteriormente y con intereses sobre préstamos y otras transacciones financieras.

## Obras filantrópicas

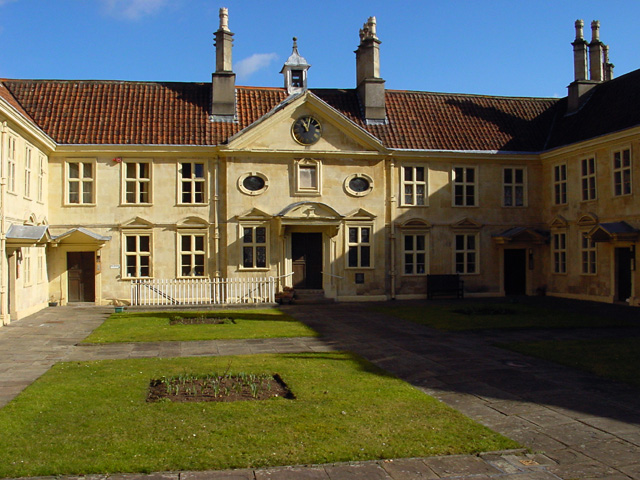
Albergue para desamparados Colstons Almshouses donado por Edward Colston en 1691.

Tras la muerte de su padre en 1681, comenzó a interesarse activamente en los asuntos de Bristol, donde se le encuentra por esta época embarcado en una refinería de azúcar; y durante el resto de su vida dividió su atención por igual entre su ciudad natal y la de adopción, Mortlake.
Durante las décadas de 1690 y 1700, Edward Colston financió las mejoras de Bristol y otros lugares, apoyando y donando escuelas, casas para los pobres, hospicios, hospitales e iglesias anglicanas. Muchas de sus fundaciones caritativas sobreviven hasta la actualidad. Su nombre aparece en muchos edificios y puntos de referencia de Bristol. Colston usó su dinero y poder para promover el orden en forma de Alto Anglicanismo en la Iglesia de Inglaterra y oponerse a los latitudinarios anglicanos, católicos y protestantes disidentes.
En Bristol, fundó hospicios en King Street, Bristol y Colstons Almshouses en St Michael's Hill, fundó el Hospital-escuela Queen Elizabeth. Sus buenas obras y reputación en la ciudad hicieron de Colston la elección lógica como candidato tory en las elecciones de noviembre de 1710, unos meses después de su participación en la fundación del Hospital de Colston (más tarde renombrado Colston's School), un internado que abrió sus puertas en 1710, dejando una donación que sería administrada por la Society of Merchant Venturers para su mantenimiento. Donó dinero a las escuelas de Temple (una de las cuales se convirtió en St Mary Redcliffe and Temple School) y otras partes de Bristol, y para varias iglesias y la Catedral de Brístol.
David Hughson, en 1808 describió a Colston como "el gran benefactor de la ciudad de Bristol, quien, en su vida, gastó más de 70,000 libras esterlinas en instituciones de caridad", equivalente a £ 5,581,350 en 2020.

## Muerte

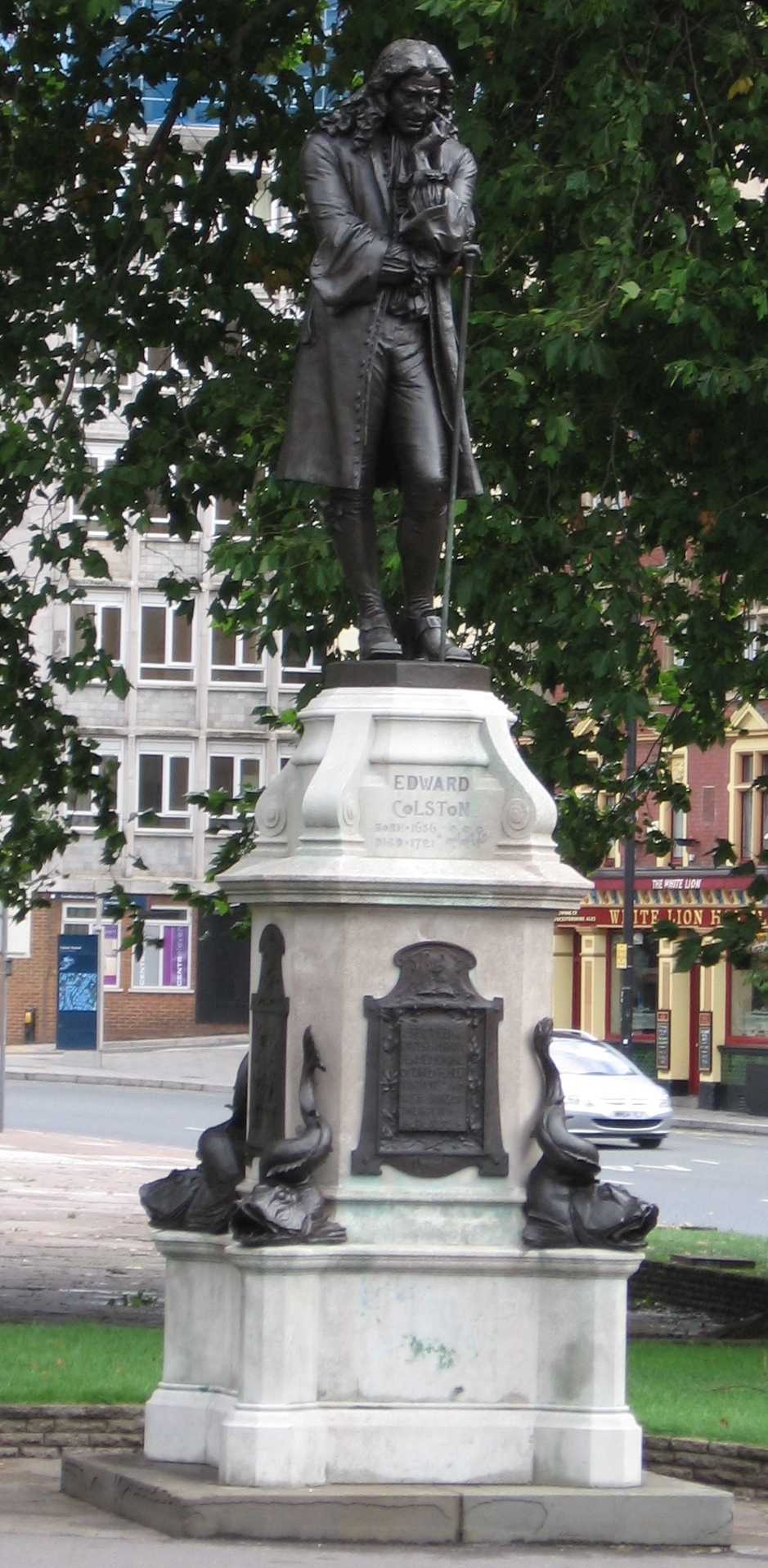
Estatua de Edward Colston. Erigida en Bristol en 1895 y designada Monumento clasificado en 1977. Finalmente fue derribada y archivada en 2020.

Murió el 11 de octubre de 1721 a la edad de 84 años, en su casa de Mortlake, al suroeste de Londres, donde había vivido desde aproximadamente 1689. En su testamento, pidió ser enterrado simplemente sin pompa, pero esta solicitud fue ignorada. Su cuerpo fue llevado de vuelta a Bristol y enterrado en la Iglesia de Todos los Santos. Su monumento fue diseñado por James Gibbs con una efigie tallada por John Michael Rysbrack. Colston nunca se casó, y dejó una considerable fortuna en tierras a su sobrino Edward Colston (MP por Gales).

## Homenajes
Durante muchos años se lo consideró como una de las personalidades más relevantes de la ciudad, se levantaron estatuas y nombraron monumentos en su honor. En Bristol hay la Colston Tower, el Colston Hall, la Colston Avenue, la Colston Street, la Colston's Girls' School, la Colston's School y la Colston's Primary School. En las escuelas se lo recuerda mediante la celebración del Colston´s Day, el 13 de noviembre.

## Replanteamientos actuales
En la biografía de Colston escrita por H.J. Wilkins en 1920, el autor comentó que "no podemos imaginarlo con justicia excepto contra su trasfondo histórico". La participación de Colston en el comercio de esclavos fue anterior al movimiento abolicionista en Gran Bretaña, y fue durante el tiempo en que "la esclavitud fue generalmente tolerada en Inglaterra, de hecho, en toda Europa, por eclesiásticos, intelectuales y las clases educadas".
Desde al menos la década de 1990, con el creciente conocimiento del papel de Colston en el comercio de esclavos, ha habido crecientes críticas a su conmemoración. La Dolphin Society, que se formó para continuar la filantropía de Colston, ahora se refiere a "los males de la esclavitud" y reconoce que "los ciudadanos negros en Bristol hoy pueden sufrir desventajas en términos de educación, empleo y vivienda por razones que se remontan a los días del comercio transatlántico de esclavos".
La proporción de la riqueza de Colston que provenía de su participación en el comercio de esclavos y el azúcar producido por esclavos es desconocida, y solo puede ser objeto de conjeturas. También ganó dinero con el comercio de otros productos básicos e intereses con préstamos de dinero.
En abril de 2017, la organización benéfica que administra el lugar conocido en ese momento como Colston Hall, el Bristol Music Trust, anunció que abandonaría el nombre de Colston cuando reabriera después de la renovación en 2020. Hubo protestas y peticiones pidiendo un cambio de nombre y algunos asistentes al concierto y artistas habían boicoteado el lugar debido al nombre de Colston. Tras la decisión, las peticiones para conservar el nombre de Colston alcanzaron casi 10.000 firmas, aunque la organización benéfica confirmó que el cambio de nombre seguiría adelante. La sala fue renombrada como Bristol Beacon en septiembre de 2020, después de tres años de consulta.
En noviembre de 2017, Colston's Girls'School, que está financiada por la Society of Merchant Venturers, anunció que no abandonaría el nombre de Colston porque no era de "ningún beneficio" para la escuela hacerlo. Consultas posteriores en 2020 con el personal y los alumnos dieron como resultado que la escuela cambiara su nombre a Montpelier High School. En el verano de 2018, después de consultar con los alumnos y los padres, la Escuela Primaria Colston pasó a llamarse Escuela Primaria Cotham Gardens. En febrero de 2019, St Mary Redcliffe and Temple School anunció que cambiaría el nombre del Colston school house, en honor a la matemática estadounidense Katherine Johnson.
En abril de 2018, el alcalde de Bristol ordenó que se retirara un retrato de Colston de su oficina, diciendo que no se sentiría "cómoda compartiéndolo con el retrato". Dijo que está previsto que el retrato se cuelgue en el propuesto Museo de la Abolición en la ciudad en una fecha futura.

## Derribo de su estatua en Bristol
Debido a su dedicación al tráfico de esclavos, su imagen social se fue deteriorando. En el siglo XXI su estatua en Bristol sufría frecuentes actos vandálicos, como pintas que recordaban su condición de traficante de esclavos (slave trader). El 7 de junio de 2020 la imagen fue derribada y posteriormente lanzada al río por manifestantes del movimiento Black Lives Matter. Días después, las autoridades sacaron la estatua y la llevaron a un lugar seguro para después preservarla en un museo.